# رحمت‌آبادی
رحمت‌آبادی می‌تواند به افراد زیر اشاره کند:
- میرزا محمدعلی خان رحمت‌آبادی، معروف به طایفه ، نماینده رشت در نخستین دوره مجلس شورای ملی
- صفدر رحمت‌آبادی، معاون پارلمانی وزارت صنعت ایران که ترور شد